# Parafia św. Stanisława w Oleksowie
Parafia św. Stanisława Biskupa i Męczennika – rzymskokatolicka parafia w Oleksowie, należąca do dekanat czarnoleskiego w diecezji radomskiej.

## Historia

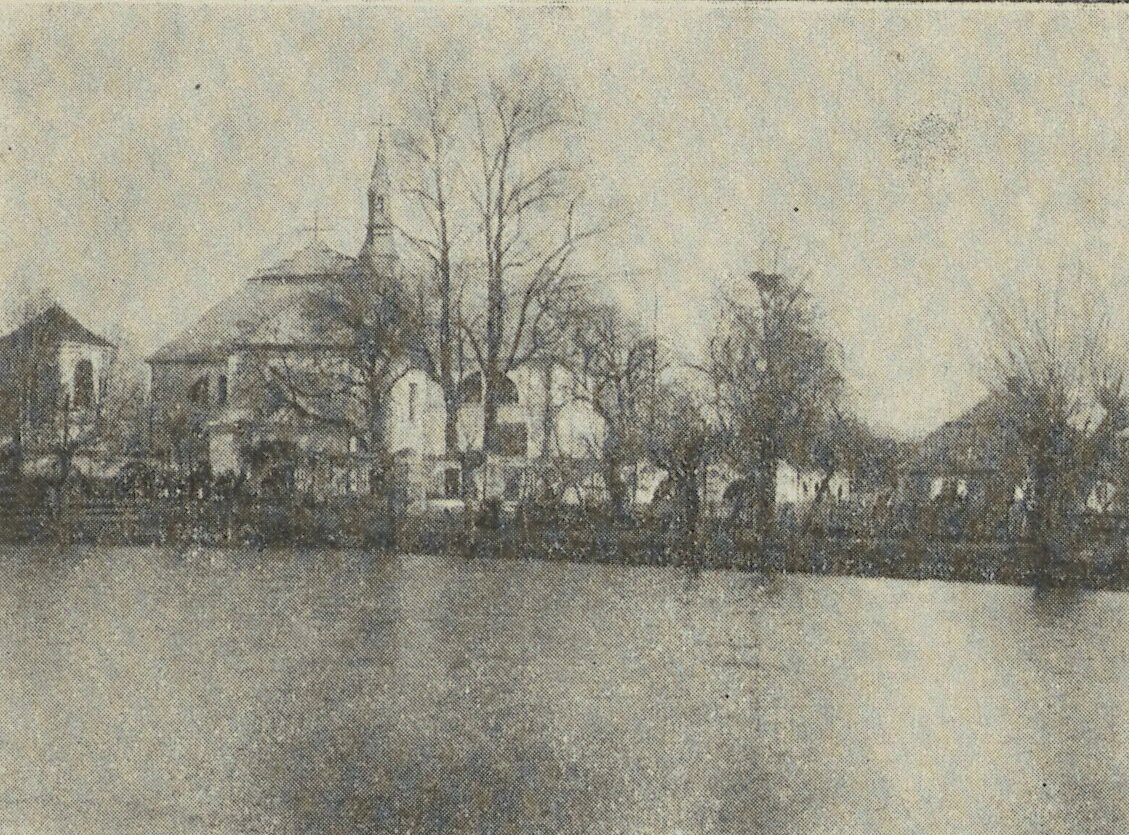
Kościół przed 1913

Właścicielami Oleksowa byli Gniewoszowie herbu Zgraja. Pierwotny kościół drewniany istniał w latach 1253–1326. Pod koniec tego okresu erygowano tu parafię. Obecny kościół pw. św. Stanisława bp., fundacji ks. Jana Sadkowskiego, zbudowany został w 1652. Restaurowany był w 1858, a powiększony w 1902 z dobudowaniem zachodniej części nawy, zakrystii i kaplicy św. Stanisława. Kościół został znacznie uszkodzony podczas I wojny światowej, a odbudowano go w 1921 staraniem ks. Józefa Mackiewicza i potem ks. Józefa Mączyńskiego. Gruntownie odrestaurowano go w latach 1990–1998, staraniem ks. Stanisława Sikorskiego. Kościół jest budowlą orientowaną..

## Proboszczowie
- 1932–1951 – ks. Piotr Bitry-Szlachta
- 1951–1962 – ks. Adam Smolinski
- 1962–1978 – ks. Czesław Pawłowski
- 1978–1990 – ks. Stanisław Celej
- 1990–2000 – ks. Stanisław Sikorski
- 2000–2021 – ks. Kazimierz Bąbka[1]
- od 2021 – ks. Jarosław Jędrzejewski

## Zasięg parafii
- Do parafii należą wierni z miejscowości: Bierdzież, Borek, Kociołek, Mieścisko, Oleksów, Sarnów, Sławczyn, Wólka Bachańska[2].